# Südliches Anhalt
Südliches Anhalt là một thị xã ở huyện Anhalt-Bitterfeld, bang Saxony-Anhalt, Đức. Thị xã được lập vào ngày 1 tháng 1 năm 2010 thông qua việc hợp nhất các đô thị Edderitz, Fraßdorf, Glauzig, Großbadegast, Hinsdorf, Libehna, Maasdorf, Meilendorf, Prosigk, Quellendorf, Radegast, Reupzig, Riesdorf, Scheuder, Trebbichau an der Fuhne, Weißandt-Gölzau, Wieskau và Zehbitz. Ngày 1 tháng 9 năm 2010, các đô thị Gröbzig, Görzig và Piethen được nhập vào thị xã này.